# Gieorgij Ball
Gieorgij Aleksandrowicz Ball (ros. Гео́ргий Алекса́ндрович Балл; ur. 9 czerwca 1927 w Moskwie, zm. 1 stycznia 2011, tamże) – radziecki i rosyjski pisarz. Mąż Galiny Diemykiny.
Ukończył Moskiewski Państwowy Instytut Stosunków Międzynarodowych.
Pochowany na Cmentarzu Wagańkowskim w Moskwie.

## Nagrody
Laureat Wszechzwiązkowego konkursu za najlepszą książkę dla dzieci (1989), nagrody niemieckiej stacji "Deutsche Welle" (Kolonia, 1992), Festiwalu małej prozy im. Iwana Turgieniewa (1998) oraz Sieciowego konkursu literackiego "Ułow" (I miejsce, jesień 2000).

## Twórczość

### Scenariusze filmowe
- 1972: Pasikonik (wraz z Galiną Diemykiną)
- 1973: Żuk zegarmistrz

## Literatura
- Diemykina G., Ball G., Pasikonik: Bajka filmowa, Biuro Propagandy Radzieckiej Sztuki Filmowej, Związek Filmowców ZSRR, 1983.